# 池辺大貴
池辺 大貴（いけべ だいき、1991年8月30日 - ）は、茨城県守谷市出身のハンドボール選手。日本ハンドボールリーグの大同特殊鋼所属。

## 経歴
守谷市立けやき台中学校時代は2006年の第15回JOCジュニアオリンピックカップで優秀選手に選ばれた。
中学卒業後は茨城県立藤代紫水高等学校へ進学。2007年は日本代表U-16に選出された。
2008年は3月の全国高等学校ハンドボール選抜大会で優秀選手に選ばれた。7月に第3回男子ユースアジア選手権の日本代表U-19に選出。
高校卒業後は明治大学へ進学。2010年は第12回男子ジュニアアジア選手権の日本代表U-21に選出された。
2011年は関東学生ハンドボール・春季リーグで得点王（81得点）のタイトルを獲得。秋季リーグでも得点王（83得点）となり、優秀新人賞を受賞した。
2012年は春季リーグで3季連続となる得点王（78得点）に輝き、特別賞を受賞。
2013年は春季リーグで2季ぶりに得点王（82得点）となり、敢闘賞を受賞。5月に第1回U-22東アジア選手権の日本代表に選出された。11月に日本ハンドボールリーグの大同特殊鋼へ加入。背番号は「23」。
2014-15年シーズンから背番号を「13」へ変更。2014年8月には第22回世界学生選手権の日本代表U-24に選ばれた。
2018年の第8回社会人選手権ではベストセブンに選ばれた。

## 詳細情報

### 年度別成績
| 年       | チーム     | 試合 | フィールド 得点 | 率   | 7m    | 合計    | 警告 | 退場 | 失格 |
| -------- | ---------- | ---- | --------------- | ---- | ----- | ------- | ---- | ---- | ---- |
| 2013-14  | 大同特殊鋼 | 2    | 2/4             | .500 | 0/0   | 2/4     | 0    | 0    | 0    |
| 2014-15  | 大同特殊鋼 | 9    | 19/43           | .442 | 1/1   | 20/44   | 0    | 0    | 0    |
| 2015-16  | 大同特殊鋼 | 16   | 18/45           | .400 | 10/12 | 28/57   | 3    | 1    | 0    |
| 2016-17  | 大同特殊鋼 | 16   | 18/40           | .450 | 2/2   | 20/42   | 0    | 0    | 0    |
| 2017-18  | 大同特殊鋼 | 23   | 49/95           | .516 | 0/0   | 49/95   | 3    | 3    | 0    |
| 2018-19  | 大同特殊鋼 | 20   | 42/76           | .553 | 0/0   | 42/76   | 1    | 2    | 0    |
| JHL：6年 | JHL：6年   | 86   | 148/303         | .488 | 13/15 | 161/318 | 7    | 6    | 0    |

- 各年度の太字はリーグ最高

### JHLプレーオフ
| 年      | チーム     | 試合                       | フィールド 得点 | 率   | 7m  | 合計 | 警告 | 退場 | 失格 |
| ------- | ---------- | -------------------------- | --------------- | ---- | --- | ---- | ---- | ---- | ---- |
| 2013-14 | 大同特殊鋼 | 大崎電気戦 (準決勝)        | 0/0             | -    | 0/0 | 0/0  | 0    | 0    | 0    |
| 2013-14 | 大同特殊鋼 | トヨタ車体戦 (決勝)        | 0/0             | -    | 0/0 | 0/0  | 0    | 0    | 0    |
| 2014-15 | 大同特殊鋼 | トヨタ車体戦 (準決勝)      | -               | -    | -   | -    | -    | -    | -    |
| 2014-15 | 大同特殊鋼 | 大崎電気戦 (決勝)          | -               | -    | -   | -    | -    | -    | -    |
| 2015-16 | 大同特殊鋼 | 大崎電気戦 (準決勝)        | 0/0             | -    | 0/0 | 0/0  | 0    | 0    | 0    |
| 2016-17 | 大同特殊鋼 | 湧永製薬戦 (準決勝)        | 1/3             | .333 | 0/0 | 1/3  | 0    | 0    | 0    |
| 2016-17 | 大同特殊鋼 | 大崎電気戦 (決勝)          | 0/0             | -    | 0/0 | 0/0  | 0    | 0    | 0    |
| 2017-18 | 大同特殊鋼 | 豊田合成戦 (1stステージ)   | 1/2             | .500 | 0/0 | 1/2  | 0    | 0    | 0    |
| 2017-18 | 大同特殊鋼 | トヨタ車体戦 (2ndステージ) | 0/1             | .000 | 0/0 | 0/1  | 0    | 0    | 0    |
| 2018-19 | 大同特殊鋼 | トヨタ車体戦 (1stステージ) | 0/0             | -    | 0/0 | 0/0  | 0    | 0    | 0    |

### タイトル・表彰

#### 社会人選手権
- ベストセブン：1回 (2018年)

### 背番号
- 23 (2013年 - 2014年)
- 13 (2014年 - )

## 代表歴

### 日本代表U-24
- 世界学生選手権 (2014年)

### 日本代表U-22
- U-22東アジア選手権 (2013年)

### 日本代表U-21
- ジュニアアジア選手権 (2010年)

### 日本代表U-19
- ユースアジア選手権 (2008年)

### 日本代表U-16
- 日韓スポーツ交流 (2007年)